# Ochthebius pacificus
Ochthebius pacificus är en skalbaggsart som beskrevs av Perkins 1980. Ochthebius pacificus ingår i släktet Ochthebius och familjen vattenbrynsbaggar. Inga underarter finns listade i Catalogue of Life.